# Pycnacantha dinteri
Pycnacantha dinteri is een spinnensoort in de taxonomische indeling van de wielwebspinnen (Araneidae).
Het dier behoort tot het geslacht Pycnacantha. De wetenschappelijke naam van de soort werd voor het eerst geldig gepubliceerd in 1932 door Wilhelm Meise.